# Granuloppia nuda
Granuloppia nuda är en kvalsterart som beskrevs av Wallwork 1961. Granuloppia nuda ingår i släktet Granuloppia och familjen Granuloppiidae. Inga underarter finns listade i Catalogue of Life.